# Tylototriton shanorum
Tylototriton shanorum é uma espécie de anfíbio caudados da família Salamandridae. Está presente em Myanmar. A UICN classificou-a como vulnerável.